# Danh sách loài nhện trong họ Mimetidae
Danh sách này liệt kê các loài nhện trong họ Mimetidae.

## Arocha
Arocha Simon, 1893
- Arocha erythrophthalma Simon, 1893
- Arocha rochai Mello-Leitão, 1941

## Arochoides
Arochoides Mello-Leitão, 1935
- Arochoides integrans Mello-Leitão, 1935

## Australomimetus
Australomimetus Heimer, 1986
- Australomimetus annulipes Heimer, 1986
- Australomimetus audax (Hickman, 1929)
- Australomimetus aurioculatus (Hickman, 1929)
- Australomimetus burnetti Heimer, 1986
- Australomimetus catulli (Heimer, 1989)
- Australomimetus childersiensis Heimer, 1986
- Australomimetus daviesianus Heimer, 1986
- Australomimetus diabolicus Harms & Harvey, 2009
- Australomimetus djuka Harms & Harvey, 2009
- Australomimetus dunlopi Harms & Harvey, 2009
- Australomimetus hannemanni (Heimer, 1989)
- Australomimetus hartleyensis Heimer, 1986
- Australomimetus hertelianus Heimer, 1986
- Australomimetus hirsutus Heimer, 1986
- Australomimetus japonicus (Uyemura, 1938)
- Australomimetus kioloensis Heimer, 1986
- Australomimetus maculosus (Rainbow, 1904)
- Australomimetus mendax Harms & Harvey, 2009
- Australomimetus mendicus (O. P.-Cambridge, 1879)
- Australomimetus miniatus Heimer, 1986
- Australomimetus nasoi Harms & Harvey, 2009
- Australomimetus pseudomaculosus Heimer, 1986
- Australomimetus raveni Heimer, 1986
- Australomimetus robustus Heimer, 1986
- Australomimetus sennio (Urquhart, 1891)
- Australomimetus spinosus Heimer, 1986
- Australomimetus stephanieae Harms & Harvey, 2009
- Australomimetus subspinosus Heimer, 1986
- Australomimetus sydneyensis Heimer, 1986
- Australomimetus tasmaniensis (Hickman, 1928)
- Australomimetus triangulosus Heimer, 1986

## Ermetus
Ermetus Ponomarev, 2008
- Ermetus inopinabilis Ponomarev, 2008

## Ero
Ero C. L. Koch, 1836
- Ero aphana (Walckenaer, 1802)
- Ero cachinnans Brignoli, 1978
- Ero cambridgei Kulczyński, 1911
- Ero canala Wang, 1990
- Ero canionis Chamberlin & Ivie, 1935
- Ero capensis Simon, 1895
- Ero catharinae Keyserling, 1886
- Ero comorensis Emerit, 1996
- Ero eburnea Thaler, 2004
- Ero felix Thaler & van Harten, 2004
- Ero flammeola Simon, 1881
- Ero furcata (Villers, 1789)
- Ero furuncula Simon, 1909
- Ero galea Wang, 1990
- Ero gemelosi Baert & Maelfait, 1984
- Ero goeldii Keyserling, 1891
- Ero gracilis Keyserling, 1891
- Ero humilithorax Keyserling, 1886
- Ero japonica Bösenberg & Strand, 1906
- Ero juhuaensis Xu, Wang & Wang, 1987
- Ero kompirensis Strand, 1918
- Ero koreana Paik, 1967
- Ero lata Keyserling, 1891
- Ero lawrencei Unzicker, 1966
- Ero leonina (Hentz, 1850)
- Ero lodingi Archer, 1941
- Ero lokobeana Emerit, 1996
- Ero madagascariensis Emerit, 1996
- Ero melanostoma Mello-Leitão, 1929
- Ero pensacolae Ivie & Barrows, 1935
- Ero quadrituberculata Kulczyński, 1905
- Ero salittana Barrion & Litsinger, 1995
- Ero spinifrons Mello-Leitão, 1929
- Ero spinipes (Nicolet, 1849)
- Ero tuberculata (De Geer, 1778)
- Ero valida Keyserling, 1891

## Gelanor
Gelanor Thorell, 1869
- Gelanor altithorax Keyserling, 1893
- Gelanor consequus O. P.-Cambridge, 1902
- Gelanor depressus Chickering, 1956
- Gelanor distinctus O. P.-Cambridge, 1899
- Gelanor gertschi Chickering, 1947
- Gelanor heraldicus Petrunkevitch, 1925
- Gelanor innominatus Chamberlin, 1916
- Gelanor insularis Mello-Leitão, 1929
- Gelanor lanei Soares, 1941
- Gelanor latus (Keyserling, 1881)
- Gelanor mabelae Chickering, 1947
- Gelanor mixtus O. P.-Cambridge, 1899
- Gelanor muliebris Dyal, 1935
- Gelanor obscurus Mello-Leitão, 1929
- Gelanor ornatus Schenkel, 1953
- Gelanor proximus Mello-Leitão, 1929
- Gelanor zonatus (C. L. Koch, 1845)

## Gnolus
Gnolus Simon, 1879
- Gnolus angulifrons Simon, 1896
- Gnolus blinkeni Platnick & Shadab, 1993
- Gnolus cordiformis (Nicolet, 1849)
- Gnolus limbatus (Nicolet, 1849)
- Gnolus spiculator (Nicolet, 1849)
- Gnolus zonulatus Tullgren, 1902

## Kratochvilia
Kratochvilia Strand, 1934
- Kratochvilia pulvinata (Simon, 1907)

## Melaenosia
Melaenosia Simon, 1906
- Melaenosia pustulifera Simon, 1906

## Mimetus
Mimetus Hentz, 1832
- Mimetus aktius Chamberlin & Ivie, 1935
- Mimetus arushae Caporiacco, 1947
- Mimetus banksi Chickering, 1947
- Mimetus bifurcatus Reimoser, 1939
- Mimetus bigibbosus O. P.-Cambridge, 1894
- Mimetus bishopi Caporiacco, 1949
- Mimetus brasilianus Keyserling, 1886
- Mimetus caudatus Wang, 1990
- Mimetus comorensis Schmidt & Krause, 1994
- Mimetus cornutus Lawrence, 1947
- Mimetus crudelis O. P.-Cambridge, 1899
- Mimetus debilispinis Mello-Leitão, 1943
- Mimetus dimissus Petrunkevitch, 1930
- Mimetus echinatus Wang, 1990
- Mimetus epeiroides Emerton, 1882
- Mimetus fernandi Lessert, 1930
- Mimetus haynesi Gertsch & Mulaik, 1940
- Mimetus hesperus Chamberlin, 1923
- Mimetus hieroglyphicus Mello-Leitão, 1929
- Mimetus hirsutus O. P.-Cambridge, 1899
- Mimetus hispaniolae Bryant, 1948
- Mimetus indicus Simon, 1906
- Mimetus insidiator Thorell, 1899
- Mimetus keyserlingi Mello-Leitão, 1929
- Mimetus labiatus Wang, 1990
- Mimetus laevigatus (Keyserling, 1863)
- Mimetus madacassus Emerit, 1996
- Mimetus margaritifer Simon, 1901
- Mimetus marjorieae Barrion & Litsinger, 1995
- Mimetus melanoleucus Mello-Leitão, 1929
- Mimetus monticola (Blackwall, 1870)
- Mimetus natalensis Lawrence, 1938
- Mimetus nelsoni Archer, 1950
- Mimetus notius Chamberlin, 1923
- Mimetus penicillatus Mello-Leitão, 1929
- Mimetus portoricensis Petrunkevitch, 1930
- Mimetus puritanus Chamberlin, 1923
- Mimetus rapax O. P.-Cambridge, 1899
- Mimetus ridens Brignoli, 1975
- Mimetus rusticus Chickering, 1947
- Mimetus ryukyus Yoshida, 1993
- Mimetus saetosus Chickering, 1956
- Mimetus sinicus Song & Zhu, 1993
- Mimetus strinatii Brignoli, 1972
- Mimetus syllepsicus Hentz, 1832
  - Mimetus syllepsicus molestus Chickering, 1937
- Mimetus testaceus Yaginuma, 1960
- Mimetus tillandsiae Archer, 1941
- Mimetus triangularis (Keyserling, 1879)
- Mimetus trituberculatus O. P.-Cambridge, 1899
- Mimetus tuberculatus Liang & Wang, 1991
- Mimetus variegatus Chickering, 1956
- Mimetus verecundus Chickering, 1947
- Mimetus vespillo Brignoli, 1980

## Oarces
Oarces Simon, 1879
- Oarces ornatus Mello-Leitão, 1935
- Oarces reticulatus (Nicolet, 1849)

## Phobetinus
Phobetinus Simon, 1895
- Phobetinus investis Simon, 1909
- Phobetinus sagittifer Simon, 1895

## Reo
Reo Brignoli, 1979
- Reo eutypus (Chamberlin & Ivie, 1935)
- Reo latro Brignoli, 1979